# کیس ۱۷۸۸
سیارک ۱۷۸۸ (به انگلیسی: 1788 Kiess، نامگذاری:1952OZ) هزار و هفتصد و هشتاد و هشتمین سیارک کشف شده‌است که در ۲۵ ژوئیه ۱۹۵۲ کشف شد.
قدر مطلق سیارک برابر ۱۱٫۹۰ است.